# Torneo Apertura 2014 (Chile)
El Campeonato Nacional de Primera División de la Asociación Nacional de Fútbol Profesional 2014-15 fue el segundo torneo del año 2014 de la Primera División del fútbol chileno y el primero de la temporada 2014-15, organizado por la Asociación Nacional de Fútbol Profesional de Chile (ANFP).
La novedad que presentará este torneo, es el reestreno de San Marcos de Arica en la categoría, luego de un año en la Primera B y un histórico debut: luego de 84 años de existencia Athletic Club Barnechea se transforma en el 22º equipo del Gran Santiago y el 52.º equipo en estrenarse en la Primera División de Chile en su historia.
El campeón fue Universidad de Chile que logró su décimo séptimo título después de 2 años y medio.
Destacaron de un lado la excelente campaña de Santiago Wanderers que llegó al segundo lugar y la campaña del campeón vigente Colo-Colo que perdió su último partido ante los caturros por 2-0 y finalmente quedó tercero, pero también estuvieron las pésimas campañas de la UC y de Cobreloa.

## Sistema de campeonato
Se jugarán 17 fechas, a disputarse, bajo el sistema conocido como todos contra todos, en una sola rueda En este torneo se observará el sistema de puntos, de acuerdo a la reglamentación de la Internacional F.A. Board, asignándose tres puntos, al equipo que resulte ganador; un punto, a cada uno en caso de empate; y cero punto al perdedor.
El orden de clasificación de los equipos, se determinará en una tabla de cómputo general, de la siguiente manera:
- A) Mayor cantidad de puntos obtenidos;
- B) Mayor diferencia entre los goles marcados y recibidos; en caso de igualdad;
- C) Mayor cantidad de partidos ganados; en caso de igualdad;
- D) Mayor cantidad de goles convertidos; en caso de igualdad;
- E) Mayor cantidad de goles de visita marcados; en caso de igualdad;
- F) Menor cantidad de tarjetas rojas recibidas; en caso de igualdad;
- G) Menor cantidad de tarjetas amarillas recibidas; en caso de igualdad;
- H) Sorteo.

En cuanto al campeón del torneo, se definirá de acuerdo al siguiente sistema:
- A) Mayor cantidad de puntos obtenidos; en caso de igualdad;
- B) Partido de definición en cancha neutral.

En caso de que la igualdad sea de más de dos equipos, esta se dejará reducida a dos clubes,
de acuerdo al orden de clasificación de los equipos determinado anteriormente.

## Clasificación a torneos internacionales
Copa Libertadores de América 2015
Universidad de Chile es el equipo que adquirió el derecho a participar en la Copa Libertadores 2015, en la plaza Chile 2. Por su parte Palestino adquirió el cupo de Chile 3, tras ganar la Liguilla de Copa Libertadores 2014.
Copa Sudamericana 2015
Santiago Wanderers como perdedor de la final de la Liguilla de Copa Libertadores 2014, clasificó a la Copa Sudamericana 2015 como Chile 4.

## Descenso
Finalizados los torneos de apertura y clausura, los clubes que se ubiquen en las posiciones 16.ª, 17.ª y 18.ª de la tabla de cómputo general de las fases regulares de los Torneos de Apertura y Clausura de la Temporada 2014-2015, descenderán en forma automática a la Primera B, ascenderá un club de Primera B a Primera División y no habrá Liguilla de Promoción, como en la temporada 2013-14. Los ascensos y descensos, se harán efectivos a partir de la temporada siguiente, a aquella en que se produjeron.
En el evento que durante el desarrollo del campeonato, un equipo fuere sancionado por un órgano competente de la ANFP o externo y producto de esa sanción, se determinará su suspensión y/o descenso a la categoría inmediatamente inferior, este equipo ocupará el último lugar de la tabla general, que decreta el descenso a Primera B en la Temporada 2015-16.
Producido el hecho señalado en el artículo precedente, respecto a los puntos disputados o por disputar que correspondan con el equipo sancionado, si la suspensión, descenso o desafiliación, se produce en el transcurso del campeonato, los puntos disputados o por disputarse por el equipo sancionado y los equipos que jugaron o jugarán con él, se considerarán como nulos.

## Ascensos y descensos
| Pos. | de Primera División 2013 - 14 |
| ---- | ----------------------------- |
| 17º  | Everton                       |
| 18º  | Rangers                       |

| Pos. | de Primera B 2013 - 14 |
| ---- | ---------------------- |
| 1º   | San Marcos de Arica    |
| 2°   | Barnechea              |

## Árbitros
Para el presente torneo; Ángelo Hermosilla, Franco Arrué y Piero Maza se convirtieron en los nuevos árbitros de la Primera División, no solo porque Manuel Acosta se retira del arbitraje en diciembre de 2014; sino que además, reemplazarán a Christian Rojas y José Campusano, que pasarán a arbitrar en la Primera B.
| Siguen del torneo pasado | Provenientes de Primera B                       |
| - Enrique Osses - Jorge Osorio - Julio Bascuñán - Eduardo Gamboa - Manuel Acosta - Roberto Tobar - Carlos Ulloa - Claudio Puga - Patricio Polic - Cristián Andaur - Patricio Blanca - Carlos Rumiano - Rafael Troncoso | - Ángelo Hermosilla - Franco Arrué - Piero Maza |
| --- | ----------------------------------------------- |

## Datos de los clubes
| Equipo                                           | Entrenador         | Ciudad                   | Estadio                          | Capacidad | Marca        | Patrocinador |
| ------------------------------------------------ | ------------------ | ------------------------ | -------------------------------- | --------- | ------------ | ------------ |
| Audax Italiano                                   | Jorge Pellicer     | Santiago (La Florida)    | Bicentenario de La Florida       | 12.000    | Dalponte     | Ideal        |
| Barnechea                                        | Francisco Bozán    | Santiago (Lo Barnechea)  | San Carlos de Apoquindo          | 20.000    | Mitre        | Red MTS      |
| Cobreloa                                         | Fernando Vergara   | Calama                   | Luis Becerra Constanzo           | 4.000     | Lotto        | Finning CAT  |
| Cobresal                                         | Dalcio Giovagnoli  | El Salvador              | El Cobre                         | 20.752    | Lotto        | PF           |
| Colo-Colo                                        | Héctor Tapia       | Santiago (Macul)         | Monumental                       | 47.017    | Under Armour | Cristal      |
| Deportes Antofagasta                             | Sergio Marchant    | Antofagasta              | Bicentenario Calvo y Bascuñán    | 21.178    | Uhlsport     | Escondida    |
| Deportes Iquique                                 | Nelson Acosta      | Iquique                  | Tierra de Campeones              | 12.000    | Lotto        | ZOFRI        |
| Huachipato                                       | Mario Salas        | Talcahuano               | CAP                              | 10.022    | Mitre        | CAP          |
| Ñublense                                         | Ivo Basay          | Chillán                  | Bicentenario Nelson Oyarzún      | 12.000    | Cafú         | PF           |
| O'Higgins                                        | Facundo Sava       | Rancagua                 | El Teniente - Codelco            | 15.600    | Diadora      | VTR          |
| Palestino                                        | Pablo Guede        | Santiago (La Cisterna)   | Municipal de La Cisterna         | 12.000    | Training     | BOP          |
| San Marcos de Arica                              | Kenny Mamani       | Arica                    | Bicentenario Carlos Dittborn     | 9.956     | Dalponte     | TPA          |
| Santiago Wanderers                               | Emiliano Astorga   | Valparaíso               | Elías Figueroa Brander           | 23.000    | Mitre        | TPS          |
| Unión Española                                   | José Luis Sierra   | Santiago (Independencia) | Santa Laura Universidad-SEK      | 22.000    | Joma         | U. SEK       |
| Unión La Calera                                  | Ariel Pereyra      | La Calera                | Nicolás Chahuán                  | 10.000    | Training     | PF           |
| Universidad Católica                             | Patricio Ormazábal | Santiago (Las Condes)    | San Carlos de Apoquindo          | 20.000    | Puma         | DirecTV      |
| Universidad de Chile                             | Martín Lasarte     | Santiago (Ñuñoa)         | Nacional Julio Martínez Prádanos | 48.665    | Adidas       | Claro        |
| Universidad de Concepción                        | Pablo Sánchez      | Concepción               | Municipal de Yumbel              | 3.000     | Dalponte     | PF           |
| Datos actualizados al día 4 de noviembre de 2014 |                    |                          |                                  |           |              |              |

### Cambios de entrenadores
Los entrenadores interinos aparecen en cursiva.
| Equipo               | Entrenador (jornadas)                                                          |
| -------------------- | ------------------------------------------------------------------------------ |
| Barnechea            | Hugo Vilches (1) Francisco Bozán (2 - Presente)                                |
| Cobreloa             | Marcelo Trobbiani (1 - 5) Pablo Trobbiani (6 - 7) Fernando Vergara (8 - 17)    |
| Deportes Iquique     | Héctor Pinto (1 - 6) Erick Guerrero (7 - 10) Nelson Acosta (11 - Presente)     |
| Cobresal             | José Cantillana (1 - 11) Rubén Vallejos (12) Dalcio Giovagnoli (13 - Presente) |
| San Marcos de Arica  | Fernando Díaz (1 - 13) Kenny Mamani (14 - Presente)                            |
| Deportes Antofagasta | Jaime Vera (1 - 14) Sergio Marchant (15 - Presente)                            |
| Universidad Católica | Julio César Falcioni (1 - 15) Patricio Ormazábal (16 - 17)                     |

## Equipos por región
| Región               | N.º | Equipos |
| -------------------- | --- | --- |
| Región Metropolitana | 7   | Audax Italiano, Barnechea, Colo-Colo, Palestino, Unión Española, Universidad Católica y Universidad de Chile |
| Biobío               | 3   | Huachipato, Ñublense y Universidad de Concepción                                                             |
| Valparaíso           | 2   | Santiago Wanderers y Unión La Calera                                                                         |
| Antofagasta          | 2   | Cobreloa y Deportes Antofagasta                                                                              |
| Arica y Parinacota   | 1   | San Marcos de Arica                                                                                          |
| Tarapacá             | 1   | Deportes Iquique                                                                                             |
| Atacama              | 1   | Cobresal |
| O'Higgins            | 1   | O'Higgins de Rancagua                                                                                        |

| San Marcos de Arica Deportes Iquique Deportes Antofagasta Cobreloa Cobresal Unión La Calera Santiago Wanderers Equipos de Santiago O'Higgins Ñublense Huachipato U. de Concepción |
| San Marcos de Arica Deportes Iquique Deportes Antofagasta Cobreloa Cobresal Unión La Calera Santiago Wanderers Equipos de Santiago O'Higgins Ñublense Huachipato U. de Concepción |

|
| Audax Italiano Universidad de Chile Colo-Colo Universidad Católica Unión Española Palestino Barnechea |

|}

}

## Clasificación de equipos
Fecha de actualización: 7 de diciembre de 2014
| Premio | Pos. | Equipos                   | PTS | PJ | PG | PE | PP | GF | GC | DIF | REND  |
| ------ | ---- | ------------------------- | --- | -- | -- | -- | -- | -- | -- | --- | ----- |
|        | 1.   | Universidad de Chile (C)  | 44  | 17 | 14 | 2  | 1  | 37 | 13 | +24 | 86.3% |
|        | 2.   | Santiago Wanderers        | 43  | 17 | 14 | 1  | 2  | 31 | 14 | +17 | 84.3% |
|        | 3.   | Colo-Colo                 | 41  | 17 | 13 | 2  | 2  | 34 | 11 | +23 | 80.4% |
|        | 4.   | Palestino                 | 31  | 17 | 10 | 1  | 6  | 28 | 21 | +7  | 60.8% |
|        | 5.   | Huachipato                | 26  | 17 | 8  | 2  | 7  | 30 | 25 | +5  | 51%   |
|        | 6.   | Unión Española            | 25  | 17 | 8  | 1  | 8  | 22 | 24 | -2  | 49%   |
|        | 7.   | Audax Italiano            | 23  | 17 | 6  | 5  | 6  | 26 | 21 | +5  | 45.1% |
|        | 8.   | O'Higgins                 | 23  | 17 | 6  | 5  | 6  | 27 | 25 | +2  | 45.1% |
|        | 9.   | Unión La Calera           | 22  | 17 | 6  | 4  | 7  | 25 | 22 | +3  | 43.1% |
|        | 10.  | Barnechea                 | 20  | 17 | 6  | 2  | 9  | 16 | 26 | -10 | 39.2% |
|        | 11.  | Ñublense                  | 19  | 17 | 5  | 4  | 8  | 21 | 29 | -8  | 37.3% |
|        | 12.  | Universidad de Concepción | 18  | 17 | 4  | 6  | 7  | 18 | 23 | -5  | 35.3% |
|        | 13.  | San Marcos de Arica       | 18  | 17 | 5  | 3  | 9  | 12 | 21 | -9  | 35.3% |
|        | 14.  | Universidad Católica      | 17  | 17 | 5  | 2  | 10 | 20 | 25 | -5  | 33.3% |
|        | 15.  | Cobresal                  | 17  | 17 | 4  | 5  | 8  | 24 | 30 | -6  | 33.3% |
|        | 16.  | Deportes Iquique          | 16  | 17 | 3  | 7  | 7  | 22 | 31 | -9  | 31.4% |
|        | 17.  | Deportes Antofagasta      | 16  | 17 | 4  | 4  | 9  | 13 | 25 | -12 | 31.4% |
|        | 18.  | Cobreloa                  | 11  | 17 | 3  | 2  | 12 | 19 | 39 | -20 | 21.6% |

|  | Campeón y clasificado para la Copa Libertadores 2015 como "Chile 2".                                                           |
|  | Clasificaron a la Liguilla por el cupo de "Chile 3" para la Copa Libertadores 2015 y "Chile 4" para la Copa Sudamericana 2015. |

(*) Nota: En caso de una igualdad de puntaje en el primer lugar de la tabla, se hará un partido único de definición en territorio neutral, para definir al Campeón del Torneo.

- El campeón de la Copa Chile 2014-15 clasificará a la Copa Sudamericana 2015 como Chile 1. Los semifinalistas en la Copa son Deportes Antofagasta, Palestino, Unión Española y Universidad de Concepción.

- Colo-Colo al estar clasificado para la Copa Libertadores 2015 como "Chile 1" cedió su cupo a Unión Española. El campeón de la Liguilla Palestino clasificó como "Chile 3" para la Copa Libertadores 2015 y Santiago Wanderers como "Chile 4" para la Copa Sudamericana 2015.

### Evolución de la tabla de posiciones
| Equipo / Fecha       | 01 | 02 | 03 | 04 | 05 | 06 | 07 | 08 | 09 | 10 | 11 | 12 | 13 | 14 | 15 | 16 | 17 |
| -------------------- | -- | -- | -- | -- | -- | -- | -- | -- | -- | -- | -- | -- | -- | -- | -- | -- | -- |
| Universidad de Chile | 3  | 1  | 1  | 2  | 1  | 1  | 1  | 1  | 1  | 1  | 1  | 1  | 1  | 1  | 2  | 2  | 1  |
| Santiago Wanderers   | 3  | 2  | 5  | 2  | 2  | 3  | 4  | 3  | 3  | 3  | 3  | 3  | 3  | 3  | 3  | 3  | 2  |
| Colo-Colo            | 4  | 4  | 2  | 4  | 3  | 2  | 2  | 2  | 2  | 2  | 2  | 2  | 2  | 2  | 1  | 1  | 3  |
| Palestino            | 5  | 5  | 9  | 6  | 10 | 8  | 11 | 12 | 8  | 6  | 8  | 10 | 7  | 6  | 4  | 4  | 4  |
| Huachipato           | 1  | 3  | 6  | 5  | 4  | 6  | 3  | 4  | 6  | 4  | 6  | 8  | 4  | 7  | 8  | 6  | 5  |
| Unión Española       | 7  | 4  | 7  | 3  | 7  | 7  | 10 | 5  | 4  | 5  | 4  | 5  | 8  | 9  | 7  | 8  | 6  |
| Audax Italiano       | 8  | 15 | 8  | 12 | 13 | 13 | 14 | 13 | 13 | 10 | 9  | 11 | 11 | 11 | 10 | 9  | 7  |
| O'Higgins            | 9  | 10 | 11 | 7  | 5  | 4  | 5  | 7  | 5  | 8  | 7  | 4  | 6  | 5  | 6  | 5  | 8  |
| Unión La Calera      | 10 | 6  | 3  | 10 | 6  | 5  | 6  | 6  | 9  | 7  | 5  | 6  | 5  | 4  | 5  | 7  | 9  |
| Barnechea            | 18 | 18 | 18 | 15 | 16 | 18 | 18 | 16 | 17 | 14 | 13 | 14 | 12 | 10 | 9  | 10 | 10 |
| Ñublense             | 11 | 11 | 12 | 8  | 11 | 11 | 8  | 9  | 10 | 11 | 10 | 7  | 9  | 8  | 11 | 11 | 11 |
| U. de Concepción     | 12 | 13 | 14 | 11 | 8  | 9  | 9  | 11 | 12 | 13 | 14 | 13 | 14 | 14 | 15 | 14 | 12 |
| San Marcos de Arica  | 13 | 12 | 10 | 13 | 9  | 10 | 7  | 8  | 11 | 12 | 11 | 12 | 13 | 13 | 12 | 12 | 13 |
| Universidad Católica | 14 | 9  | 4  | 9  | 12 | 12 | 12 | 10 | 7  | 9  | 12 | 9  | 10 | 12 | 13 | 16 | 14 |
| Cobresal             | 15 | 17 | 16 | 16 | 14 | 14 | 13 | 15 | 14 | 16 | 16 | 17 | 17 | 16 | 14 | 13 | 15 |
| Deportes Iquique     | 16 | 16 | 15 | 17 | 15 | 17 | 15 | 14 | 15 | 17 | 17 | 16 | 15 | 15 | 16 | 15 | 16 |
| Dep. Antofagasta     | 17 | 14 | 17 | 18 | 18 | 15 | 17 | 17 | 18 | 15 | 15 | 15 | 16 | 17 | 17 | 17 | 17 |
| Cobreloa             | 3  | 7  | 13 | 14 | 17 | 16 | 16 | 18 | 16 | 18 | 18 | 18 | 18 | 18 | 18 | 18 | 18 |

* Nota: No siempre los partidos de cada jornada se juegan en la fecha programada por diversos motivos. Sin embargo, la evolución de la clasificación de cada equipo se hace bajo el supuesto de que no hay aplazamiento.

## Resultados
|  | San Marcos de Arica  | 1 - 1 | Colo-Colo                 |  | Bicentenario Carlos Dittborn | Roberto Tobar   | 19 de julio | 12:30 |  |
|  | Universidad Católica | 1 - 0 | Deportes Antofagasta      |  | San Carlos de Apoquindo      | Eduardo Gamboa  | 19 de julio | 15:30 |  |
|  | Santiago Wanderers   | 3 - 0 | Barnechea                 |  | Elías Figueroa Brander       | Carlos Ulloa    | 19 de julio | 18:00 |  |
|  | Audax Italiano       | 0 - 1 | Unión Española            |  | Bicentenario de La Florida   | Julio Bascuñán  | 19 de julio | 20:30 |  |
|  | Palestino            | 1 - 2 | Cobreloa                  |  | Municipal de La Pintana      | Patricio Blanca | 20 de julio | 12:30 |  |
|  | Deportes Iquique     | 1 - 1 | Universidad de Concepción |  | Tierra de Campeones          | Carlos Rumiano  | 20 de julio | 15:30 |  |
|  | Huachipato           | 3 - 0 | Ñublense                  |  | CAP                          | Claudio Aranda  | 20 de julio | 15:30 |  |
|  | Unión La Calera      | 1 - 2 | O'Higgins de Rancagua     |  | Nicolás Chahuán Nazar        | Claudio Puga    | 20 de julio | 15:30 |  |
|  | Universidad de Chile | 3 - 1 | Cobresal                  |  | Santa Laura Universidad-SEK  | Jorge Osorio    | 20 de julio | 18:00 |  |

|  | Deportes Antofagasta      | 0 - 0 Archivado el 10 de agosto de 2014 en Wayback Machine.                                             | Audax Italiano       |  | Bicentenario Calvo y Bascuñán | Angelo Hermosilla | 25 de julio | 20:00 |  |
|  | Universidad de Concepción | 0 - 1 Archivado el 10 de agosto de 2014 en Wayback Machine.                                             | Huachipato           |  | Municipal de Yumbel           | Rafael Troncoso   | 26 de julio | 12:30 |  |
|  | O'Higgins de Rancagua     | 1 - 3                                                                                                   | Universidad de Chile |  | El Teniente - Codelco         | Cristián Andaur   | 26 de julio | 15:30 |  |
|  | Barnechea                 | 0 - 3 Archivado el 10 de agosto de 2014 en Wayback Machine.                                             | Unión La Calera      |  | San Carlos de Apoquindo       | Eduardo Gamboa    | 26 de julio | 18:00 |  |
|  | Unión Española            | 1 - 0 Archivado el 10 de agosto de 2014 en Wayback Machine.                                             | Universidad Católica |  | Santa Laura Universidad-SEK   | Roberto Tobar     | 26 de julio | 20:30 |  |
|  | Ñublense                  | 2 - 1 (enlace roto disponible en Internet Archive; véase el historial, la primera versión y la última). | San Marcos de Arica  |  | Bicentenario Nelson Oyarzún   | Franco Arrué      | 27 de julio | 15:30 |  |
|  | Cobreloa                  | 1 - 2 Archivado el 10 de agosto de 2014 en Wayback Machine.                                             | Santiago Wanderers   |  | Luis Becerra Constanzo        | Manuel Acosta     | 27 de julio | 15:30 |  |
|  | Cobresal                  | 0 - 1 Archivado el 10 de agosto de 2014 en Wayback Machine.                                             | Palestino            |  | El Cobre                      | Piero Maza        | 27 de julio | 16:00 |  |
|  | Colo-Colo                 | 2 - 0 Archivado el 10 de agosto de 2014 en Wayback Machine.                                             | Deportes Iquique     |  | Monumental                    | Carlos Ulloa      | 27 de julio | 18:00 |  |

|  | Unión La Calera       | 3 - 1 Archivado el 11 de agosto de 2014 en Wayback Machine.                                             | Deportes Antofagasta      |  | Nicolás Chahuán Nazar        | Jorge Osorio    | 1 de agosto | 20:00 |  |
|  | Palestino             | 2 - 2 Archivado el 11 de agosto de 2014 en Wayback Machine.                                             | Ñublense                  |  | Municipal de La Cisterna     | Cristián Andaur | 2 de agosto | 12:30 |  |
|  | Universidad de Chile  | 3 - 2 (enlace roto disponible en Internet Archive; véase el historial, la primera versión y la última). | Santiago Wanderers        |  | Nacional                     | Claudio Puga    | 2 de agosto | 15:30 |  |
|  | Universidad Católica  | 5 - 1 (enlace roto disponible en Internet Archive; véase el historial, la primera versión y la última). | Cobreloa                  |  | San Carlos de Apoquindo      | Julio Bascuñán  | 2 de agosto | 18:00 |  |
|  | O'Higgins de Rancagua | 2 - 2 Archivado el 11 de agosto de 2014 en Wayback Machine.                                             | Universidad de Concepción |  | El Teniente - Codelco        | Piero Maza      | 2 de agosto | 20:30 |  |
|  | San Marcos de Arica   | 2 - 1 Archivado el 11 de agosto de 2014 en Wayback Machine.                                             | Unión Española            |  | Bicentenario Carlos Dittborn | Carlos Rumiano  | 2 de agosto | 22:00 |  |
|  | Huachipato            | 1 - 3 Archivado el 11 de agosto de 2014 en Wayback Machine.                                             | Colo-Colo                 |  | CAP                          | Enrique Osses   | 3 de agosto | 15:30 |  |
|  | Deportes Iquique      | 2 - 2 Archivado el 11 de agosto de 2014 en Wayback Machine.                                             | Cobresal                  |  | Tierra de Campeones          | Claudio Aranda  | 3 de agosto | 15:30 |  |
|  | Audax Italiano        | 3 - 1 Archivado el 11 de agosto de 2014 en Wayback Machine.                                             | Barnechea                 |  | Bicentenario de La Florida   | Patricio Blanca | 3 de agosto | 18:00 |  |

|  | Unión Española       | 2 - 0 Archivado el 11 de agosto de 2014 en Wayback Machine.                                             | Unión La Calera           |  | Santa Laura Universidad-SEK   | Roberto Tobar     | 8 de agosto  | 20:00 |  |
|  | Palestino            | 1 - 0 Archivado el 11 de agosto de 2014 en Wayback Machine.                                             | Audax Italiano            |  | Municipal de La Cisterna      | Julio Bascuñán    | 9 de agosto  | 12:30 |  |
|  | Ñublense             | 2 - 1 Archivado el 11 de agosto de 2014 en Wayback Machine.                                             | Universidad Católica      |  | Bicentenario Nelson Oyarzún   | Manuel Acosta     | 9 de agosto  | 15:30 |  |
|  | Deportes Antofagasta | 0 - 3 Archivado el 11 de agosto de 2014 en Wayback Machine.                                             | Universidad de Chile      |  | Bicentenario Calvo y Bascuñán | Carlos Ulloa      | 9 de agosto  | 18:00 |  |
|  | Santiago Wanderers   | 2 - 0 Archivado el 12 de agosto de 2014 en Wayback Machine.                                             | Deportes Iquique          |  | Bicentenario Elías Figueroa   | Enrique Osses     | 9 de agosto  | 20:30 |  |
|  | Colo-Colo            | 2 - 3 (enlace roto disponible en Internet Archive; véase el historial, la primera versión y la última). | O'Higgins de Rancagua     |  | Monumental                    | Eduardo Gamboa    | 10 de agosto | 15:30 |  |
|  | Cobreloa             | 0 - 2 Archivado el 10 de noviembre de 2014 en Wayback Machine.                                          | Universidad de Concepción |  | Luis Becerra Constanzo        | Rafael Troncoso   | 10 de agosto | 16:00 |  |
|  | Cobresal             | 2 - 2 Archivado el 10 de noviembre de 2014 en Wayback Machine.                                          | Huachipato                |  | El Cobre                      | Jorge Osorio      | 10 de agosto | 16:00 |  |
|  | Barnechea            | 1 - 0 Archivado el 12 de agosto de 2014 en Wayback Machine.                                             | San Marcos de Arica       |  | San Carlos de Apoquindo       | Angelo Hermosilla | 10 de agosto | 18:00 |  |

|  | Deportes Iquique          | 2 - 2 Archivado el 19 de agosto de 2014 en Wayback Machine.    | Universidad de Chile |  | Bicentenario Elías Figueroa  | Eduardo Gamboa  | 15 de agosto | 18:00 |  |
|  | Huachipato                | 2 - 0 Archivado el 19 de agosto de 2014 en Wayback Machine.    | Palestino            |  | CAP                          | Cristián Andaur | 15 de agosto | 20:00 |  |
|  | Audax Italiano            | 2 - 2 Archivado el 19 de agosto de 2014 en Wayback Machine.    | Cobresal             |  | Bicentenario de La Florida   | Piero Maza      | 15 de agosto | 20:30 |  |
|  | Universidad de Concepción | 3 - 2 Archivado el 19 de agosto de 2014 en Wayback Machine.    | Barnechea            |  | Municipal de Yumbel          | Franco Arrué    | 16 de agosto | 12:30 |  |
|  | Unión La Calera           | 3 - 2 Archivado el 19 de agosto de 2014 en Wayback Machine.    | Ñublense             |  | Nicolás Chahuán Nazar        | Carlos Rumiano  | 16 de agosto | 15:30 |  |
|  | O'Higgins de Rancagua     | 4 - 1 Archivado el 19 de agosto de 2014 en Wayback Machine.    | Cobreloa             |  | El Teniente - Codelco        | Claudio Puga    | 16 de agosto | 18:00 |  |
|  | San Marcos de Arica       | 1 - 0 Archivado el 19 de agosto de 2014 en Wayback Machine.    | Deportes Antofagasta |  | Bicentenario Carlos Dittborn | Patricio Blanca | 16 de agosto | 22:00 |  |
|  | Colo-Colo                 | 2 - 0 Archivado el 19 de agosto de 2014 en Wayback Machine.    | Unión Española       |  | Monumental                   | Manuel Acosta   | 17 de agosto | 15:30 |  |
|  | Universidad Católica      | 0 - 1 Archivado el 10 de noviembre de 2014 en Wayback Machine. | Santiago Wanderers   |  | San Carlos de Apoquindo      | Roberto Tobar   | 17 de agosto | 18:30 |  |

|  | Santiago Wanderers   | 2 - 2 Archivado el 26 de agosto de 2014 en Wayback Machine. | Audax Italiano            |  | Elías Figueroa Brander        | Claudio Puga      | 22 de agosto | 20:00 |  |
|  | Universidad de Chile | 2 - 1 Archivado el 26 de agosto de 2014 en Wayback Machine. | Huachipato                |  | Nacional                      | Jorge Osorio      | 23 de agosto | 12:30 |  |
|  | Ñublense             | 1 - 1 Archivado el 26 de agosto de 2014 en Wayback Machine. | O'Higgins de Rancagua     |  | Bicentenario Nelson Oyarzún   | Enrique Osses     | 23 de agosto | 15:30 |  |
|  | Unión Española       | 0 - 0 Archivado el 26 de agosto de 2014 en Wayback Machine. | Universidad de Concepción |  | Santa Laura Universidad-SEK   | Carlos Rumiano    | 23 de agosto | 18:00 |  |
|  | Deportes Antofagasta | 1 - 0 Archivado el 26 de agosto de 2014 en Wayback Machine. | Deportes Iquique          |  | Bicentenario Calvo y Bascuñán | Angelo Hermosilla | 23 de agosto | 20:30 |  |
|  | Barnechea            | 0 - 3                                                       | Colo-Colo                 |  | Nacional                      | Carlos Ulloa      | 24 de agosto | 15:30 |  |
|  | Cobresal             | 0 - 0                                                       | San Marcos de Arica       |  | El Cobre                      | Claudio Aranda    | 24 de agosto | 16:00 |  |
|  | Cobreloa             | 1 - 1                                                       | Unión La Calera           |  | Luis Becerra Constanzo        | Rafael Troncoso   | 24 de agosto | 16:00 |  |
|  | Palestino            | 2 - 1                                                       | Universidad Católica      |  | Santa Laura Universidad-SEK   | Julio Bascuñán    | 24 de agosto | 18:00 |  |

|  | Unión Española            | 0 - 1 Archivado el 3 de septiembre de 2014 en Wayback Machine.                                          | Universidad de Chile  |  | Santa Laura Universidad-SEK  | Roberto Tobar   | 28 de agosto | 20:00 |  |
|  | San Marcos de Arica       | 1 - 0 Archivado el 10 de noviembre de 2014 en Wayback Machine.                                          | Palestino             |  | Bicentenario Carlos Dittborn | Cristián Andaur | 29 de agosto | 22:00 |  |
|  | Colo-Colo                 | 4 - 0 Archivado el 10 de noviembre de 2014 en Wayback Machine.                                          | Deportes Antofagasta  |  | Monumental                   | Eduardo Gamboa  | 30 de agosto | 15:00 |  |
|  | Huachipato                | 4 - 0 Archivado el 3 de septiembre de 2014 en Wayback Machine.                                          | Santiago Wanderers    |  | CAP                          | Manuel Acosta   | 30 de agosto | 18:30 |  |
|  | Universidad Católica      | 2 - 2 Archivado el 3 de septiembre de 2014 en Wayback Machine.                                          | O'Higgins de Rancagua |  | San Carlos de Apoquindo      | Jorge Osorio    | 31 de agosto | 12:00 |  |
|  | Universidad de Concepción | 1 - 1 Archivado el 3 de septiembre de 2014 en Wayback Machine.                                          | Unión La Calera       |  | Municipal de Yumbel          | Carlos Ulloa    | 31 de agosto | 15:00 |  |
|  | Deportes Iquique          | 1 - 0 Archivado el 3 de septiembre de 2014 en Wayback Machine.                                          | Barnechea             |  | Tierra de Campeones          | Franco Arrué    | 31 de agosto | 15:30 |  |
|  | Cobresal                  | 2 - 1 (enlace roto disponible en Internet Archive; véase el historial, la primera versión y la última). | Cobreloa              |  | El Cobre                     | Patricio Blanca | 31 de agosto | 15:30 |  |
|  | Audax Italiano            | 0 - 1 Archivado el 3 de septiembre de 2014 en Wayback Machine.                                          | Ñublense              |  | Bicentenario de La Florida   | Julio Bascuñán  | 31 de agosto | 18:00 |  |

|  | Unión La Calera       | 1 - 1 (enlace roto disponible en Internet Archive; véase el historial, la primera versión y la última). | Deportes Iquique          |  | Nicolás Chahuán Nazar         | Manuel Acosta   | 12 de septiembre | 20:00 |  |
|  | Santiago Wanderers    | 4 - 1 Archivado el 14 de septiembre de 2014 en Wayback Machine.                                         | Cobresal                  |  | Elías Figueroa Brander        | Jorge Osorio    | 13 de septiembre | 12:30 |  |
|  | Universidad Católica  | 2 - 0 Archivado el 14 de septiembre de 2014 en Wayback Machine.                                         | San Marcos de Arica       |  | San Carlos de Apoquindo       | Rafael Troncoso | 13 de septiembre | 15:30 |  |
|  | O'Higgins de Rancagua | 1 - 3 (enlace roto disponible en Internet Archive; véase el historial, la primera versión y la última). | Unión Española            |  | El Teniente - Codelco         | Carlos Rumiano  | 13 de septiembre | 18:00 |  |
|  | Palestino             | 1 - 3 Archivado el 15 de septiembre de 2014 en Wayback Machine.                                         | Colo-Colo                 |  | Elías Figueroa Brander        | Enrique Osses   | 14 de septiembre | 12:00 |  |
|  | Cobreloa              | 0 - 1 (enlace roto disponible en Internet Archive; véase el historial, la primera versión y la última). | Audax Italiano            |  | Luis Becerra Constanzo        | Eduardo Gamboa  | 14 de septiembre | 15:30 |  |
|  | Ñublense              | 0 - 1 (enlace roto disponible en Internet Archive; véase el historial, la primera versión y la última). | Barnechea                 |  | Bicentenario Nelson Oyarzún   | Roberto Tobar   | 14 de septiembre | 15:30 |  |
|  | Deportes Antofagasta  | 2 - 2 Archivado el 15 de septiembre de 2014 en Wayback Machine.                                         | Huachipato                |  | Bicentenario Calvo y Bascuñán | Piero Maza      | 14 de septiembre | 16:00 |  |
|  | Universidad de Chile  | 1 - 0 Archivado el 10 de noviembre de 2014 en Wayback Machine.                                          | Universidad de Concepción |  | Santa Laura Universidad-SEK   | Julio Bascuñán  | 14 de septiembre | 18:00 |  |

|  | Universidad de Concepción | 1 - 3 Archivado el 10 de noviembre de 2014 en Wayback Machine. | Santiago Wanderers    |  | Municipal de Yumbel          | Cristián Andaur | 27 de septiembre | 12:30 |  |
|  | Audax Italiano            | 2 - 3 Archivado el 10 de noviembre de 2014 en Wayback Machine. | Universidad de Chile  |  | Bicentenario de La Florida   | Enrique Osses   | 27 de septiembre | 15:30 |  |
|  | Barnechea                 | 1 - 2 Archivado el 10 de noviembre de 2014 en Wayback Machine. | O'Higgins de Rancagua |  | San Carlos de Apoquindo      | Roberto Tobar   | 27 de septiembre | 18:00 |  |
|  | Unión Española            | 1 - 0 Archivado el 10 de noviembre de 2014 en Wayback Machine. | Deportes Antofagasta  |  | Santa Laura Universidad-SEK  | Jorge Osorio    | 27 de septiembre | 20:30 |  |
|  | San Marcos de Arica       | 0 - 1 Archivado el 10 de noviembre de 2014 en Wayback Machine. | Cobreloa              |  | Bicentenario Carlos Dittborn | Patricio Blanca | 27 de septiembre | 22:00 |  |
|  | Deportes Iquique          | 2 - 4 Archivado el 10 de noviembre de 2014 en Wayback Machine. | Palestino             |  | Tierra de Campeones          | Claudio Aranda  | 28 de septiembre | 15:30 |  |
|  | Cobresal                  | 0 - 1 Archivado el 10 de noviembre de 2014 en Wayback Machine. | Universidad Católica  |  | El Cobre                     | Eduardo Gamboa  | 28 de septiembre | 15:30 |  |
|  | Colo-Colo                 | 0 - 0 Archivado el 10 de noviembre de 2014 en Wayback Machine. | Ñublense              |  | Monumental                   | Manuel Acosta   | 28 de septiembre | 18:00 |  |
|  | Huachipato                | 0 - 4 Archivado el 20 de octubre de 2014 en Wayback Machine.   | Unión La Calera       |  | CAP                          | Enrique Osses   | 11 de octubre    | 18:00 |  |

|  | Audax Italiano            | 2 - 1 Archivado el 6 de octubre de 2014 en Wayback Machine.                                             | Deportes Iquique    |  | Bicentenario de La Florida    | Patricio Blanca | 3 de octubre  | 20:00 |  |
|  | Unión La Calera           | 2 - 1 Archivado el 6 de octubre de 2014 en Wayback Machine.                                             | Cobresal            |  | Nicolás Chahuán Nazar         | Carlos Ulloa    | 4 de octubre  | 12:30 |  |
|  | O'Higgins de Rancagua     | 0 - 1 Archivado el 6 de octubre de 2014 en Wayback Machine.                                             | Palestino           |  | El Teniente - Codelco         | Julio Bascuñán  | 4 de octubre  | 15:30 |  |
|  | Universidad Católica      | 0 - 3 Archivado el 6 de octubre de 2014 en Wayback Machine.                                             | Huachipato          |  | San Carlos de Apoquindo       | Manuel Acosta   | 4 de octubre  | 18:00 |  |
|  | Universidad de Concepción | 0 - 1 Archivado el 6 de octubre de 2014 en Wayback Machine.                                             | Colo-Colo           |  | CAP                           | Enrique Osses   | 5 de octubre  | 16:00 |  |
|  | Cobreloa                  | 1 - 2 Archivado el 6 de octubre de 2014 en Wayback Machine.                                             | Barnechea           |  | Luis Becerra Constanzo        | Claudio Aranda  | 5 de octubre  | 16:00 |  |
|  | Deportes Antofagasta      | 2 - 0 (enlace roto disponible en Internet Archive; véase el historial, la primera versión y la última). | Ñublense            |  | Bicentenario Calvo y Bascuñán | Franco Arrué    | 5 de octubre  | 16:00 |  |
|  | Universidad de Chile      | 2 - 0 Archivado el 6 de octubre de 2014 en Wayback Machine.                                             | San Marcos de Arica |  | Nacional                      | Cristián Andaur | 5 de octubre  | 18:30 |  |
|  | Santiago Wanderers        | 1 - 0 (enlace roto disponible en Internet Archive; véase el historial, la primera versión y la última). | Unión Española      |  | Elías Figueroa Brander        | Piero Maza      | 12 de octubre | 18:00 |  |

|  | Palestino           | 0 - 1 Archivado el 25 de octubre de 2014 en Wayback Machine.    | Santiago Wanderers        |  | Municipal de La Cisterna     | Carlos Ulloa    | 18 de octubre | 12:30 |  |
|  | Ñublense            | 2 - 1 Archivado el 23 de septiembre de 2015 en Wayback Machine. | Universidad de Concepción |  | Bicentenario Nelson Oyarzún  | Carlos Rumiano  | 18 de octubre | 15:30 |  |
|  | Barnechea           | 1 - 0 Archivado el 23 de septiembre de 2015 en Wayback Machine. | Universidad Católica      |  | Santa Laura Universidad-SEK  | Franco Arrué    | 18 de octubre | 18:30 |  |
|  | Deportes Iquique    | 0 - 0 Archivado el 23 de septiembre de 2015 en Wayback Machine. | O'Higgins de Rancagua     |  | Tierra de Campeones          | Roberto Tobar   | 18 de octubre | 21:00 |  |
|  | San Marcos de Arica | 2 - 1 Archivado el 23 de septiembre de 2015 en Wayback Machine. | Unión La Calera           |  | Bicentenario Carlos Dittborn | Eduardo Gamboa  | 18 de octubre | 22:00 |  |
|  | Colo-Colo           | 2 - 0 Archivado el 23 de septiembre de 2015 en Wayback Machine. | Universidad de Chile      |  | Monumental                   | Jorge Osorio    | 19 de octubre | 12:00 |  |
|  | Cobresal            | 1 - 1 Archivado el 23 de septiembre de 2015 en Wayback Machine. | Deportes Antofagasta      |  | El Cobre                     | Rafael Troncoso | 19 de octubre | 16:00 |  |
|  | Unión Española      | 2 - 1 Archivado el 23 de septiembre de 2015 en Wayback Machine. | Cobreloa                  |  | Santa Laura Universidad-SEK  | Enrique Osses   | 19 de octubre | 18:00 |  |
|  | Huachipato          | 1 - 2 Archivado el 23 de septiembre de 2015 en Wayback Machine. | Audax Italiano            |  | CAP                          | Piero Maza      | 20 de octubre | 20:00 |  |

|  | Ñublense                  | 3 - 1 Archivado el 23 de septiembre de 2015 en Wayback Machine. | Unión Española      |  | Bicentenario Nelson Oyarzún   | Rafael Troncoso | 24 de octubre | 20:00 |  |
|  | Universidad de Concepción | 3 - 2 Archivado el 23 de septiembre de 2015 en Wayback Machine. | Cobresal            |  | Municipal de Yumbel           | Eduardo Gamboa  | 25 de octubre | 12:30 |  |
|  | Santiago Wanderers        | 2 - 1 Archivado el 26 de octubre de 2014 en Wayback Machine.    | San Marcos de Arica |  | Bicentenario Elías Figueroa   | Roberto Tobar   | 25 de octubre | 15:30 |  |
|  | Universidad Católica      | 2 - 1 Archivado el 26 de octubre de 2014 en Wayback Machine.    | Audax Italiano      |  | San Carlos de Apoquindo       | Julio Bascuñán  | 25 de octubre | 18:00 |  |
|  | O'Higgins de Rancagua     | 3 - 0 Archivado el 26 de octubre de 2014 en Wayback Machine.    | Huachipato          |  | El Teniente - Codelco         | Patricio Blanca | 25 de octubre | 20:30 |  |
|  | Unión La Calera           | 0 - 2 Archivado el 27 de octubre de 2014 en Wayback Machine.    | Colo-Colo           |  | Bicentenario Elías Figueroa   | Carlos Ulloa    | 26 de octubre | 15:30 |  |
|  | Deportes Antofagasta      | 1 - 1 Archivado el 27 de octubre de 2014 en Wayback Machine.    | Barnechea           |  | Bicentenario Calvo y Bascuñán | Cristián Andaur | 26 de octubre | 16:00 |  |
|  | Cobreloa                  | 3 - 3 Archivado el 27 de octubre de 2014 en Wayback Machine.    | Deportes Iquique    |  | Luis Becerra Constanzo        | Claudio Aranda  | 26 de octubre | 16:00 |  |
|  | Universidad de Chile      | 2 - 1 Archivado el 27 de octubre de 2014 en Wayback Machine.    | Palestino           |  | Nacional                      | Manuel Acosta   | 26 de octubre | 18:00 |  |

|  | Santiago Wanderers   | 1 - 0 Archivado el 1 de noviembre de 2014 en Wayback Machine.                                           | O'Higgins de Rancagua     |  | Bicentenario Elías Figueroa  | Enrique Osses     | 31 de octubre  | 17:00 |  |
|  | Universidad de Chile | 3 - 0 Archivado el 2 de noviembre de 2014 en Wayback Machine.                                           | Universidad Católica      |  | Nacional                     | Eduardo Gamboa    | 1 de noviembre | 12:00 |  |
|  | Palestino            | 3 - 1 (enlace roto disponible en Internet Archive; véase el historial, la primera versión y la última). | Deportes Antofagasta      |  | Municipal de La Cisterna     | Piero Maza        | 1 de noviembre | 15:30 |  |
|  | Huachipato           | 2 - 0 (enlace roto disponible en Internet Archive; véase el historial, la primera versión y la última). | Cobreloa                  |  | CAP                          | Julio Bascuñán    | 1 de noviembre | 18:00 |  |
|  | Barnechea            | 1 - 0 (enlace roto disponible en Internet Archive; véase el historial, la primera versión y la última). | Unión Española            |  | San Carlos de Apoquindo      | Claudio Aranda    | 1 de noviembre | 20:30 |  |
|  | San Marcos de Arica  | 0 - 0                                                                                                   | Universidad de Concepción |  | Bicentenario Carlos Dittborn | Angelo Hermosilla | 1 de noviembre | 22:00 |  |
|  | Cobresal             | 0 - 1 (enlace roto disponible en Internet Archive; véase el historial, la primera versión y la última). | Colo-Colo                 |  | El Cobre                     | Carlos Rumiano    | 2 de noviembre | 15:30 |  |
|  | Deportes Iquique     | 1 - 1                                                                                                   | Ñublense                  |  | Tierra de Campeones          | Cristián Andaur   | 2 de noviembre | 15:30 |  |
|  | Audax Italiano       | 2 - 2                                                                                                   | Unión La Calera           |  | Bicentenario de La Florida   | Jorge Osorio      | 2 de noviembre | 18:00 |  |

|  | O'Higgins de Rancagua     | 3 - 1 (enlace roto disponible en Internet Archive; véase el historial, la primera versión y la última). | San Marcos de Arica  |  | El Teniente - Codelco         | Patricio Blanca | 7 de noviembre | 20:00 |  |
|  | Unión Española            | 2 - 5 (enlace roto disponible en Internet Archive; véase el historial, la primera versión y la última). | Deportes Iquique     |  | Santa Laura Universidad-SEK   | Claudio Puga    | 8 de noviembre | 12:30 |  |
|  | Cobreloa                  | 0 - 4 (enlace roto disponible en Internet Archive; véase el historial, la primera versión y la última). | Universidad de Chile |  | Bicentenario Calvo y Bascuñán | Enrique Osses   | 8 de noviembre | 15:30 |  |
|  | Unión La Calera           | 1 - 0 (enlace roto disponible en Internet Archive; véase el historial, la primera versión y la última). | Universidad Católica |  | Elías Figueroa Brander        | Carlos Ulloa    | 8 de noviembre | 18:00 |  |
|  | Barnechea                 | 3 - 0 (enlace roto disponible en Internet Archive; véase el historial, la primera versión y la última). | Huachipato           |  | San Carlos de Apoquindo       | Carlos Rumiano  | 8 de noviembre | 20:30 |  |
|  | Universidad de Concepción | 0 - 1 (enlace roto disponible en Internet Archive; véase el historial, la primera versión y la última). | Palestino            |  | Municipal de Yumbel           | Rafael Troncoso | 9 de noviembre | 15:30 |  |
|  | Deportes Antofagasta      | 0 - 2 (enlace roto disponible en Internet Archive; véase el historial, la primera versión y la última). | Santiago Wanderers   |  | Bicentenario Calvo y Bascuñán | Jorge Osorio    | 9 de noviembre | 15:30 |  |
|  | Ñublense                  | 2 - 3 (enlace roto disponible en Internet Archive; véase el historial, la primera versión y la última). | Cobresal             |  | Bicentenario Nelson Oyarzún   | Eduardo Gamboa  | 9 de noviembre | 16:00 |  |
|  | Colo-Colo                 | 2 - 1 Archivado el 10 de noviembre de 2014 en Wayback Machine.                                          | Audax Italiano       |  | Monumental                    | Julio Bascuñán  | 9 de noviembre | 18:00 |  |

|  | Deportes Antofagasta | 2 - 1 (enlace roto disponible en Internet Archive; véase el historial, la primera versión y la última). | Cobreloa                  |  | Bicentenario Calvo y Bascuñán | Angelo Hermosilla | 21 de noviembre | 18:30 |  |
|  | Huachipato           | 1 - 3                                                                                                   | Unión Española            |  | CAP                           | Cristián Andaur   | 21 de noviembre | 21:00 |  |
|  | Universidad de Chile | 1 - 1 (enlace roto disponible en Internet Archive; véase el historial, la primera versión y la última). | Barnechea                 |  | Nacional                      | Roberto Tobar     | 22 de noviembre | 16:00 |  |
|  | San Marcos de Arica  | 1 - 0 (enlace roto disponible en Internet Archive; véase el historial, la primera versión y la última). | Deportes Iquique          |  | Bicentenario Carlos Dittborn  | Julio Bascuñán    | 22 de noviembre | 17:00 |  |
|  | Santiago Wanderers   | 2 - 1                                                                                                   | Ñublense                  |  | Elías Figueroa Brander        | Claudio Puga      | 22 de noviembre | 18:30 |  |
|  | Universidad Católica | 1 - 2 (enlace roto disponible en Internet Archive; véase el historial, la primera versión y la última). | Colo-Colo                 |  | San Carlos de Apoquindo       | Eduardo Gamboa    | 23 de noviembre | 16:00 |  |
|  | Cobresal             | 3 - 1 Archivado el 29 de noviembre de 2014 en Wayback Machine.                                          | O'Higgins de Rancagua     |  | El Cobre                      | Claudio Aranda    | 23 de noviembre | 16:00 |  |
|  | Palestino            | 3 - 2 Archivado el 29 de noviembre de 2014 en Wayback Machine.                                          | Unión La Calera           |  | Municipal de La Cisterna      | Jorge Osorio      | 23 de noviembre | 16:00 |  |
|  | Audax Italiano       | 4 - 1 (enlace roto disponible en Internet Archive; véase el historial, la primera versión y la última). | Universidad de Concepción |  | Bicentenario de La Florida    | Enrique Osses     | 23 de noviembre | 18:30 |  |

|  | O'Higgins de Rancagua     | 1 - 1 Archivado el 4 de marzo de 2016 en Wayback Machine.                                               | Audax Italiano       |  | El Teniente - Codelco        | Manuel Acosta     | 28 de noviembre | 18:30 |  |
|  | Deportes Iquique          | 3 - 2 Archivado el 5 de diciembre de 2014 en Wayback Machine.                                           | Universidad Católica |  | Tierra de Campeones          | Patricio Blanca   | 29 de noviembre | 21:00 |  |
|  | San Marcos de Arica       | 1 - 2 Archivado el 5 de diciembre de 2014 en Wayback Machine.                                           | Huachipato           |  | Bicentenario Carlos Dittborn | Angelo Hermosilla | 29 de noviembre | 22:00 |  |
|  | Universidad de Concepción | 1 - 0 Archivado el 5 de diciembre de 2014 en Wayback Machine.                                           | Deportes Antofagasta |  | Municipal de Yumbel          | Jorge Osorio      | 30 de noviembre | 16:00 |  |
|  | Ñublense                  | 0 - 3 (enlace roto disponible en Internet Archive; véase el historial, la primera versión y la última). | Universidad de Chile |  | Bicentenario Nelson Oyarzún  | Julio Bascuñán    | 30 de noviembre | 18:00 |  |
|  | Colo-Colo                 | 4 - 1 Archivado el 5 de diciembre de 2014 en Wayback Machine.                                           | Cobreloa             |  | Monumental                   | Enrique Osses     | 30 de noviembre | 18:00 |  |
|  | Unión La Calera           | 0 - 1 Archivado el 5 de diciembre de 2014 en Wayback Machine.                                           | Santiago Wanderers   |  | Bicentenario Lucio Fariña    | Roberto Tobar     | 30 de noviembre | 18:00 |  |
|  | Barnechea                 | 1 - 3 Archivado el 5 de diciembre de 2014 en Wayback Machine.                                           | Cobresal             |  | San Carlos de Apoquindo      | Rafael Troncoso   | 30 de noviembre | 21:00 |  |
|  | Unión Española            | 2 - 5 (enlace roto disponible en Internet Archive; véase el historial, la primera versión y la última). | Palestino            |  | Santa Laura Universidad-SEK  | Eduardo Gamboa    | 1 de diciembre  | 21:00 |  |

|  | Cobreloa                 | 4 - 2 (enlace roto disponible en Internet Archive; véase el historial, la primera versión y la última). | Ñublense                  |  | Luis Becerra Constanzo        | Roberto Tobar   | 5 de diciembre | 17:00 |  |
|  | Universidad Católica     | 2 - 2 (enlace roto disponible en Internet Archive; véase el historial, la primera versión y la última). | Universidad de Concepción |  | San Carlos de Apoquindo       | Carlos Rumiano  | 5 de diciembre | 20:00 |  |
|  | Santiago Wanderers       | 2 - 0 (enlace roto disponible en Internet Archive; véase el historial, la primera versión y la última). | Colo-Colo                 |  | Bicentenario Elías Figueroa   | Eduardo Gamboa  | 6 de diciembre | 17:00 |  |
|  | Universidad de Chile (C) | 1 - 0 (enlace roto disponible en Internet Archive; véase el historial, la primera versión y la última). | Unión La Calera           |  | Nacional                      | Carlos Ulloa    | 6 de diciembre | 17:00 |  |
|  | Huachipato               | 5 - 0 (enlace roto disponible en Internet Archive; véase el historial, la primera versión y la última). | Deportes Iquique          |  | CAP                           | Rafael Troncoso | 6 de diciembre | 21:00 |  |
|  | Palestino                | 2 - 0                                                                                                   | Barnechea                 |  | Municipal de La Cisterna      | Piero Maza      | 7 de diciembre | 16:00 |  |
|  | Cobresal                 | 1 - 3 (enlace roto disponible en Internet Archive; véase el historial, la primera versión y la última). | Unión Española            |  | El Cobre                      | Manuel Acosta   | 7 de diciembre | 16:00 |  |
|  | Deportes Antofagasta     | 2 - 1 (enlace roto disponible en Internet Archive; véase el historial, la primera versión y la última). | O'Higgins de Rancagua     |  | Bicentenario Calvo y Bascuñán | Julio Bascuñán  | 7 de diciembre | 16:00 |  |
|  | Audax Italiano           | 3 - 0 (enlace roto disponible en Internet Archive; véase el historial, la primera versión y la última). | San Marcos de Arica       |  | Bicentenario de La Florida    | Claudio Puga    | 7 de diciembre | 18:30 |  |

### Campeón
|                                 |
|                                 |
| Universidad de Chile 17° título |

## Estadísticas

### Tabla de goleadores
| Top 10            | Top 10                | Top 10 |
| Jugador           | Equipo                | Goles  |
| ----------------- | --------------------- | ------ |
| Esteban Paredes   | Colo-Colo             | 12     |
| Roberto Gutiérrez | Santiago Wanderers    | 11     |
| Patricio Rubio    | Universidad de Chile  | 11     |
| Lucas Simón       | Huachipato            | 10     |
| Andrés Vilches    | Huachipato            | 10     |
| Octavio Rivero    | O'Higgins de Rancagua | 10     |
| Jorge Luna        | Santiago Wanderers    | 10     |
| Leandro Benegas   | Unión La Calera       | 10     |
| Manuel Villalobos | Deportes Iquique      | 9      |
| Gustavo Canales   | Universidad de Chile  | 9      |
| Sebastián Varas   | Ñublense              | 8      |

| Tabla de goleadores completa | Tabla de goleadores completa | Tabla de goleadores completa |
| Jugador                      | Equipo                       | Goles                        |
| ---------------------------- | ---------------------------- | ---------------------------- |
| Renato Ramos                 | Palestino                    | 8                            |
| Gabriel Vargas               | Universidad de Concepción    | 8                            |
| Diego Vallejos               | Audax Italiano               | 7                            |
| Leonardo Valencia            | Palestino                    | 7                            |
| Jean Paul Pineda             | Unión La Calera              | 6                            |
| Diego Valdés                 | Audax Italiano               | 5                            |
| Francisco Ibáñez             | Barnechea                    | 5                            |
| Cristian Ledesma             | Cobresal                     | 5                            |
| Juan Delgado                 | Colo-Colo                    | 5                            |
| Mathías Riquero              | Ñublense                     | 5                            |
| Sebastián Ubilla             | Universidad de Chile         | 5                            |
| Bryan Carrasco               | Audax Italiano               | 4                            |
| Nicolás Maturana             | Barnechea                    | 4                            |
| Gabriel Méndez               | Cobreloa                     | 4                            |
| Ever Cantero                 | Cobresal                     | 4                            |
| Matías Donoso                | Cobresal                     | 4                            |
| Jaime Valdés                 | Colo-Colo                    | 4                            |
| Javier Elizondo              | Deportes Antofagasta         | 4                            |
| Luis Valenzuela              | O'Higgins de Rancagua        | 4                            |
| Marcos Riquelme              | Palestino                    | 4                            |
| Emilio Rentería              | San Marcos de Arica          | 4                            |
| Milovan Mirosevic            | Unión Española               | 4                            |
| David Llanos                 | Universidad Católica         | 4                            |
| Mathías Corujo               | Universidad de Chile         | 4                            |
| Pedro Muñoz                  | Universidad de Concepción    | 4                            |
| Jair Reinoso                 | Cobreloa                     | 3                            |
| Hans Salinas                 | Cobresal                     | 3                            |
| Jean Beausejour              | Colo-Colo                    | 3                            |
| Emiliano Vecchio             | Colo-Colo                    | 3                            |
| Rubén Farfán                 | Deportes Antofagasta         | 3                            |
| Rodrigo Díaz                 | Deportes Iquique             | 3                            |
| Ángelo Sagal                 | Huachipato                   | 3                            |
| Juan Gonzalo Lorca           | Ñublense                     | 3                            |
| Diego Chaves                 | O'Higgins de Rancagua        | 3                            |
| Gastón Lezcano               | O'Higgins de Rancagua        | 3                            |
| Paulo Díaz                   | Palestino                    | 3                            |
| César Valenzuela             | Palestino                    | 3                            |
| Marco Medel                  | Santiago Wanderers           | 3                            |
| Matías Mier                  | Santiago Wanderers           | 3                            |
| Carlos Salom                 | Unión Española               | 3                            |
| Mark González                | Universidad Católica         | 3                            |
| José Luis Muñoz              | Universidad Católica         | 3                            |
| Felipe Mora                  | Audax Italiano               | 2                            |
| Sebastián Pol                | Audax Italiano               | 2                            |
| Óscar Hernández              | Barnechea                    | 2                            |
| Cristian Ivanobski           | Barnechea                    | 2                            |
| Francisco Pizarro            | Barnechea                    | 2                            |
| Gustavo Cristaldo            | Cobreloa                     | 2                            |
| José Luis Jiménez            | Cobreloa                     | 2                            |
| Sebastián Roco               | Cobreloa                     | 2                            |
| Diego Silva                  | Cobreloa                     | 2                            |
| Carlos Escobar               | Cobresal                     | 2                            |
| Johan Fuentes                | Cobresal                     | 2                            |
| Gonzalo Fierro               | Colo-Colo                    | 2                            |
| Esteban Pavez                | Colo-Colo                    | 2                            |
| Luis Cabrera                 | Deportes Antofagasta         | 2                            |
| Ronald González              | Deportes Antofagasta         | 2                            |
| Rafael Caroca                | Deportes Iquique             | 2                            |
| Francisco Castro             | Deportes Iquique             | 2                            |
| Omar Merlo                   | Huachipato                   | 2                            |
| Jonathan Cisternas           | Ñublense                     | 2                            |
| Braulio Leal                 | O'Higgins de Rancagua        | 2                            |
| Alejandro Contreras          | Palestino                    | 2                            |
| César Valenzuela             | Palestino                    | 2                            |
| Kevin Harbottle              | San Marcos de Arica          | 2                            |
| Jorge Ampuero                | Unión Española               | 2                            |
| Marcos González              | Unión Española               | 2                            |
| Emilio Hernández             | Unión La Calera              | 2                            |
| Tomás Costa                  | Universidad Católica         | 2                            |
| Álvaro Ramos                 | Universidad Católica         | 2                            |
| Ramón Fernández              | Universidad de Chile         | 2                            |
| Juan Cornejo                 | Audax Italiano               | 1                            |
| Mauro Olivi                  | Audax Italiano               | 1                            |
| Nelson Saavedra              | Audax Italiano               | 1                            |
| Sebastián Silva              | Audax Italiano               | 1                            |
| Iván Vásquez                 | Audax Italiano               | 1                            |
| Omar Zalazar                 | Audax Italiano               | 1                            |
| Francisco Levipán            | Barnechea                    | 1                            |
| Fernando Cornejo             | Cobreloa                     | 1                            |
| Rodolfo González             | Cobreloa                     | 1                            |
| Álvaro López                 | Cobreloa                     | 1                            |
| José Pérez                   | Cobreloa                     | 1                            |
| Miguel Escalona              | Cobresal                     | 1                            |
| Alexis Salazar               | Cobresal                     | 1                            |
| Víctor Sarabia               | Cobresal                     | 1                            |
| Mariano Torres               | Cobresal                     | 1                            |
| Felipe Flores                | Colo-Colo                    | 1                            |
| Christian Vilches            | Colo-Colo                    | 1                            |
| Nicolás Dávalos              | Deportes Antofagasta         | 1                            |
| Gerson Martínez              | Deportes Antofagasta         | 1                            |
| Misael Dávila                | Deportes Iquique             | 1                            |
| Martín Gómez                 | Deportes Iquique             | 1                            |
| Walter Mazzolatti            | Deportes Iquique             | 1                            |
| Jonathan Rebolledo           | Deportes Iquique             | 1                            |
| Boris Rieloff                | Deportes Iquique             | 1                            |
| Mauricio Zenteno             | Deportes Iquique             | 1                            |
| Francisco Arrué              | Huachipato                   | 1                            |
| Carlos Espinosa              | Huachipato                   | 1                            |
| Juan Carlos Espinoza         | Huachipato                   | 1                            |
| Nicolás Núñez                | Huachipato                   | 1                            |
| Martín Rodríguez             | Huachipato                   | 1                            |
| Sebastián Montesinos         | Ñublense                     | 1                            |
| José Antonio Rojas           | Ñublense                     | 1                            |
| Boris Sagredo                | Ñublense                     | 1                            |
| Fernando Elizari             | O'Higgins de Rancagua        | 1                            |
| Luis Pedro Figueroa          | O'Higgins de Rancagua        | 1                            |
| César Fuentes                | O'Higgins de Rancagua        | 1                            |
| Marcelo Morales              | Palestino                    | 1                            |
| Diego Torres                 | Palestino                    | 1                            |
| Augusto Barrios              | San Marcos de Arica          | 1                            |
| Pablo González               | San Marcos de Arica          | 1                            |
| Renato González              | San Marcos de Arica          | 1                            |
| Nicolás Medina               | San Marcos de Arica          | 1                            |
| Fernando Meza                | San Marcos de Arica          | 1                            |
| Leonardo Ramos               | San Marcos de Arica          | 1                            |
| Gonzalo Barriga              | Santiago Wanderers           | 1                            |
| Gastón Cellerino             | Santiago Wanderers           | 1                            |
| Ronnie Fernández             | Santiago Wanderers           | 1                            |
| Pablo Tamburrini             | Santiago Wanderers           | 1                            |
| Nicolás Berardo              | Unión Española               | 1                            |
| Dagoberto Currimilla         | Unión Española               | 1                            |
| Jason Flores                 | Unión Española               | 1                            |
| Sebastián Jaime              | Unión Española               | 1                            |
| René Lima                    | Unión Española               | 1                            |
| Diego Scotti                 | Unión Española               | 1                            |
| José Luis Sierra             | Unión Española               | 1                            |
| Francisco Bahamondes         | Unión La Calera              | 1                            |
| Hugo Bascuñán                | Unión La Calera              | 1                            |
| Tomás Charles                | Unión La Calera              | 1                            |
| Agustín González             | Unión La Calera              | 1                            |
| Paulo Rosales                | Unión La Calera              | 1                            |
| Carlos Sepúlveda             | Unión La Calera              | 1                            |
| Akermann Silva               | Unión La Calera              | 1                            |
| Matías Cahais                | Universidad Católica         | 1                            |
| Fernando Cordero             | Universidad Católica         | 1                            |
| Ramiro Costa                 | Universidad Católica         | 1                            |
| Mauro Óbolo                  | Universidad Católica         | 1                            |
| Alfonso Parot                | Universidad Católica         | 1                            |
| Erick Pulgar                 | Universidad Católica         | 1                            |
| César Cortés                 | Universidad de Chile         | 1                            |
| Enzo Gutiérrez               | Universidad de Chile         | 1                            |
| Benjamín Vidal               | Universidad de Chile         | 1                            |
| Marcelo Aguirre              | Universidad de Concepción    | 1                            |
| Diego Churín                 | Universidad de Concepción    | 1                            |
| José Huentelaf               | Universidad de Concepción    | 1                            |
| Leonardo Monje               | Universidad de Concepción    | 1                            |
| Francisco Portillo           | Universidad de Concepción    | 1                            |

     Máximo goleador del campeonato.

#### Tripletas, pókers o manos
Aquí se encuentra la lista de tripletas o hat-tricks, póker de goles y manos (en general, tres o más goles anotados por un jugador en un mismo encuentro) convertidos en la temporada.
| Fecha      | Jugador         | Goles | Local                     | Resultado | Visitante          | Jornada |
| ---------- | --------------- | ----- | ------------------------- | --------- | ------------------ | ------- |
| 16/8/2014  | Gabriel Vargas  |       | Universidad de Concepción | 3 - 2     | Barnechea          | 5       |
| 30/8/2014  | Lucas Simón     |       | Huachipato                | 4 - 0     | Santiago Wanderers | 7       |
| 11/10/2014 | Leandro Benegas |       | Huachipato                | 0 - 4     | Unión La Calera    | 9       |

### Equipo IdealEl Gráfico
El Equipo Ideal es un premio que se le entrega a los mejores jugadores del torneo y es organizado por el diario Chileno El Gráfico
| Posición  | Jugador          | Equipo               |
| --------- | ---------------- | -------------------- |
| Arquero   | Justo Villar     | Colo-Colo            |
| Defensa   | Gonzalo Fierro   | Colo-Colo            |
| Defensa   | Julio Barroso    | Colo-Colo            |
| Defensa   | José Rojas       | Universidad de Chile |
| Defensa   | Mathías Corujo   | Universidad de Chile |
| Volante   | Mathías Riquero  | Ñublense             |
| Volante   | Jaime Valdés     | Colo-Colo            |
| Volante   | Jorge Luna       | Santiago Wanderers   |
| Volante   | Martín Rodríguez | Huachipato           |
| Delantero | Gustavo Canales  | Universidad de Chile |
| Delantero | Esteban Paredes  | Colo-Colo            |

En cursiva el mejor jugador del torneo

## Liguilla Pre-Libertadores
- Este "Mini-campeonato" cuenta con la participación de 4 equipos, los cuales disputarán partidos de ida y vuelta, para definir al equipo que obtendrá el cupo de "Chile 3" para la Copa Libertadores 2015 y poder acompañar a Colo-Colo y Universidad de Chile, en el máximo torneo continental de clubes del próximo año. Cabe señalar también, que el perdedor de la Ronda Final de la Liguilla, obtendrá el Cupo de "Chile 4" para la Copa Sudamericana 2015.

### Clasificados
| Santiago Wanderers |
| Palestino          |
| Huachipato         |
| Unión Española     |

### Primera Ronda
| 10 de diciembre de 2014, 21:15 | Huachipato  | 1:3 (0:2) | Palestino                                | CAP, Talcahuano                                          |                                                          |
|                                | Vilches 46' | Reporte   | 16' Silva · 45+2' Ramos · 90+3' Valencia | Asistencia: 3.728 espectadores Árbitro(s): Roberto Tobar | Asistencia: 3.728 espectadores Árbitro(s): Roberto Tobar |

| 14 de diciembre de 2014, 16:00 | Palestino                     | 3:0 (1:0) (Global 6:1) | Huachipato | Municipal, La Cisterna                                  |                                                         |
|                                | Márquez 20' · Lanaro 52', 67' | Reporte                |            | Asistencia: 2.343 espectadores Árbitro(s): Claudio Puga | Asistencia: 2.343 espectadores Árbitro(s): Claudio Puga |

| 10 de diciembre de 2014, 19:00 | Unión Española | 2:4 (1:1) | Santiago Wanderers                                   | Santa Laura, Independencia                              |                                                         |
|                                | Salom 4', 78'  | Reporte   | 24' Fernández · 51' Gutiérrez · 60' Medel · 81' Luna | Asistencia: 3.304 espectadores Árbitro(s): Carlos Ulloa | Asistencia: 3.304 espectadores Árbitro(s): Carlos Ulloa |

| 14 de diciembre de 2014, 18:30 | Santiago Wanderers                | 2:3 (1:1) (Global 5:6) | Unión Española                                    | Elías Figueroa, Valparaíso                                 |                                                            |
|                                | Gutiérrez 45+2' · Luna 51' (pen.) | Reporte                | 16' Currimilla · 82' (a.g.) Barriga · 90+2' Salom | Asistencia: 11.023 espectadores Árbitro(s): Julio Bascuñán | Asistencia: 11.023 espectadores Árbitro(s): Julio Bascuñán |

### Ronda Final
| 17 de diciembre de 2014, 16:30 | Palestino                          | 3:1 (2:0) | Santiago Wanderers | Municipal, La Cisterna                                  |                                                         |
|                                | Valencia 16', 68' · Valenzuela 33' | Reporte   | 87' Prieto         | Asistencia: 1.575 espectadores Árbitro(s): Jorge Osorio | Asistencia: 1.575 espectadores Árbitro(s): Jorge Osorio |

| 21 de diciembre de 2014, 18:30 | Santiago Wanderers | 1:6 (1:3) (Global 2:9) | Palestino                                                               | Elías Figueroa, Valparaíso                              |                                                         |
|                                | Fernández 25'      | Reporte                | 5' Contreras · 6' Riquelme · 45' Ramos · 49' Lanaro · 59', 71' Valencia | Asistencia: 9.436 espectadores Árbitro(s): Carlos Ulloa | Asistencia: 9.436 espectadores Árbitro(s): Carlos Ulloa |

Clasificados
| (Ganador Final Liguilla) Palestino Clasificado a Copa Libertadores 2015 como «Chile 3» | (Perdedor Final Liguilla) Santiago Wanderers Clasificado a Copa Sudamericana 2015 como «Chile 4» |

## Asistencia en los estadios

### 20 partidos con mejor asistencia
Fecha de actualización: 6 de diciembre de 2014
| Fecha | Estadio                             | Ciudad                   | Local                | Visita                    | Público |
| ----- | ----------------------------------- | ------------------------ | -------------------- | ------------------------- | ------- |
| 17    | Nacional Julio Martínez Prádanos    | Ñuñoa (Santiago)         | Universidad de Chile | Unión La Calera           | 44.905  |
| 11    | Monumental                          | Macul (Santiago)         | Colo-Colo            | Universidad de Chile      | 38.558  |
| 16    | Monumental                          | Macul (Santiago)         | Colo-Colo            | Cobreloa                  | 37.118  |
| 13    | Nacional Julio Martínez Prádanos    | Ñuñoa (Santiago)         | Universidad de Chile | Universidad Católica      | 35.012  |
| 3     | Nacional Julio Martínez Prádanos    | Ñuñoa (Santiago)         | Universidad de Chile | Santiago Wanderers        | 29.102  |
| 4     | Monumental                          | Macul (Santiago)         | Colo-Colo            | O'Higgins                 | 25.137  |
| 15    | Nacional Julio Martínez Prádanos    | Ñuñoa (Santiago)         | Universidad de Chile | Barnechea                 | 25.013  |
| 2     | Monumental                          | Macul (Santiago)         | Colo-Colo            | Deportes Iquique          | 24.559  |
| 10    | Nacional Julio Martínez Pradanos    | Ñuñoa (Santiago)         | Universidad de Chile | San Marcos de Arica       | 23.582  |
| 14    | Monumental                          | Macul (Santiago)         | Colo-Colo            | Audax Italiano            | 19.176  |
| 5     | Monumental                          | Macul (Santiago)         | Colo-Colo            | Unión Española            | 17.858  |
| 1     | Santa Laura Universidad-SEK         | Independencia (Santiago) | Universidad de Chile | Cobresal                  | 16.710  |
| 17    | Bicentenario Elías Figueroa Brander | Valparaíso               | Santiago Wanderers   | Colo-Colo                 | 16.439  |
| 12    | Nacional Julio Martínez Pradanos    | Ñuñoa (Santiago)         | Universidad de Chile | Palestino                 | 16.370  |
| 6     | Nacional Julio Martínez Pradanos    | Ñuñoa (Santiago)         | Universidad de Chile | Huachipato                | 16.348  |
| 13    | Bicentenario Elías Figueroa Brander | Valparaíso               | Santiago Wanderers   | O'Higgins                 | 14.464  |
| 7     | Monumental                          | Macul (Santiago)         | Colo-Colo            | Deportes Antofagasta      | 13.743  |
| 8     | Santa Laura Universidad-SEK         | Independencia (Santiago) | Universidad de Chile | Universidad de Concepción | 13.486  |
| 5     | Bicentenario Elías Figueroa Brander | Valparaíso               | Deportes Iquique     | Universidad de Chile      | 12.650  |
| 9     | Monumental                          | Macul (Santiago)         | Colo-Colo            | Ñublense                  | 12.246  |

### Asistencias a los estadios
| 1. | Audax Italiano            | 22.605  | 2.512  | 8.118  | 1.140  |
| 2. | Barnechea                 | 13.438  | 1.680  | 6.000  | 545    |
| 3. | Cobreloa                  | 18.778  | 2.347  | 8.256  | 1.200  |
| 4. | Cobresal                  | 7.013   | 779    | 2.987  | 260    |
| 5. | Colo Colo                 | 188.395 | 23.549 | 38.558 | 12.246 |
| 6. | Deportes Antofagasta      | 21.961  | 2.440  | 10.500 | 1.200  |
| 7. | Deportes Iquique          | 26.938  | 3.367  | 12.650 | 1.708  |
| 8. | Huachipato                | 27.443  | 3.049  | 7.357  | 2.018  |
| 9. | Ñublense                  | 35.170  | 4.396  | 10.858 | 1.757  |
| 10. | O´Higgins                 | 54.662  | 6.833  | 10.636 | 4.386  |
| 11. | Palestino                 | 20.901  | 2.322  | 9.652  | 784    |
| 12. | San Marcos de Arica       | 34.407  | 3.823  | 7.459  | 2.382  |
| 13. | Santiago Wanderers        | 78.968  | 8.774  | 16.439 | 2.876  |
| 14. | Unión Española            | 21.190  | 2.649  | 7.979  | 491    |
| 15. | Unión La Calera           | 19.449  | 2.431  | 6.564  | 771    |
| 16. | Universidad Católica      | 62.995  | 6.999  | 9.874  | 2.970  |
| 17. | Universidad de Chile      | 220.528 | 24.503 | 44.905 | 13.486 |
| 18. | Universidad de Concepción | 12.184  | 1.523  | 7.314  | 216    |
| Total Liga | Total Liga                | 887.025 | 5.798  | 44.905 | 216    |
| Datos actualizados a 28 de noviembre de 2015 Fuentes: Anexo:Torneo_Apertura_2014_(Chile)_-_Detalle_de_Resultados |                           |         |        |        |        |

## Datos y más estadísticas

### Rachas de equipos
- Racha más larga de victorias: De 10 partidos|** Santiago Wanderers (Fecha 8 – 17)
- Racha más larga de partidos sin perder: De 12 partidos
  - Colo Colo (Fecha 5 – 16)
- Racha más larga de derrotas: De 4 partidos
  - Cobreloa (Fecha 2 – 5), (Fecha 13 – 16)
  - Universidad de Concepción (Fecha 8 – 11)
  - Universidad Católica (Fecha 13 – 16)
  - Ñublense (Fecha 14 – 17)
- Racha más larga de partidos sin ganar: De 7 partidos
  - Cobreloa (Fecha 2 – 8), (Fecha 10 – 16)

## Apéndice
- Universidad Católica hizo la peor campaña desde el descenso del club en 1973. La pésima campaña del club, le costó el despido a Julio César Falcioni.
- En la última fecha se disputaron en simultáneo los partidos Santiago Wanderers vs Colo-Colo en Valparaíso y Universidad de Chile vs Unión La Calera en Santiago.
- Cobreloa, hizo la peor campaña de toda su historia. Además, el club cambió en 3 oportunidades el cuerpo técnico durante el torneo.
- Ya viene siendo costumbre la hazaña que hace Cobresal. Y es que el club que hace de local en El Salvador, terminó 15° en la tabla semestral y ascendió al lugar 11° en la tabla del descenso, saliendo de la zona roja. Momentáneamente se está salvando del descenso, al igual como lo hizo en las campañas del 2008, 2009, 2010, 2011, 2012 y 2013, salvando el descenso heroicamente y mostrando un fútbol muy distinto al mostrado durante el resto del torneo.
- Santiago Wanderers hizo un excelente torneo, perdiendo el título en la última fecha por 1 punto. Jugó la liguilla por la clasificación a Copa Libertadores, donde llegó a la final y, pese al muy buen juego que mostró durante todo el torneo, la perdió por una goleada de 6-1 ante Palestino, y por un irreconocible global de 9-2.